# Světová federace dámy
Světová federace dámy (World Draughts Federation, FMDJ) je mezinárodní federace národních svazů dámy, která sdružuje víc než 50 národních federací. Byla založená v roce 1947 federacemi čtyř států, Francie, Nizozemska, Belgie a Švýcarska. V roce 1964 vznikla Česká federace dámy a ve stejném roce se stala i členem Světové federace.
FMJD je členem dalších mezinárodních institucí:
- Globální asociace mezinárodních sportovních federací (GAISF – General Association of International Sports Federations, dříve SportAccord),
- IMSA (International Mind Sports Association).